# Javon Small
Javon Unique Small, né le 19 décembre 2002 à South Bend dans l'Indiana, est un joueur américain de basket-ball évoluant au poste de meneur et mesurant 1,85 m.

## Biographie

### NBA
Javon Small est sélectionné en quarante-huitième position par les Grizzlies de Memphis lors de la draft 2025 de la NBA.$
Il signe un contrat two-way avec les Grizzlies en juillet 2025.

## Statistiques

### Universitaires
| Saison    | Équipe         | Matchs | Titul. | Min./m | % Tir | % 3pts | % LF  | Rbds/m. | Pass/m. | Int/m. | Ctr/m. | Pts/m. |
| --------- | -------------- | ------ | ------ | ------ | ----- | ------ | ----- | ------- | ------- | ------ | ------ | ------ |
| 2021-2022 | East Carolina  | 16     | 0      | 9.2    | .263  | .217   | 1.000 | 0.6     | 1.1     | 0.1    | 0.0    | 2.0    |
| 2022-2023 | East Carolina  | 18     | 17     | 34.7   | .397  | .333   | .854  | 4.8     | 5.6     | 1.2    | 0.2    | 15.8   |
| 2023-2024 | Oklahoma State | 31     | 31     | 33.0   | .441  | .374   | .866  | 4.7     | 4.1     | 1.0    | 0.3    | 15.1   |
| 2024-2025 | West Virginia  | 32     | 32     | 36.1   | .418  | .353   | .880  | 4.1     | 5.6     | 1.5    | 0.3    | 18.6   |
| Total     | Total          | 97     | 80     | 30.4   | .415  | .350   | .871  | 3.9     | 4.4     | 1.1    | 0.2    | 14.2   |

## Palmarès et distinctions individuelles

### Universitaire
- First-team All-Big 12 (2025)